# Ambrosini SAI.2S

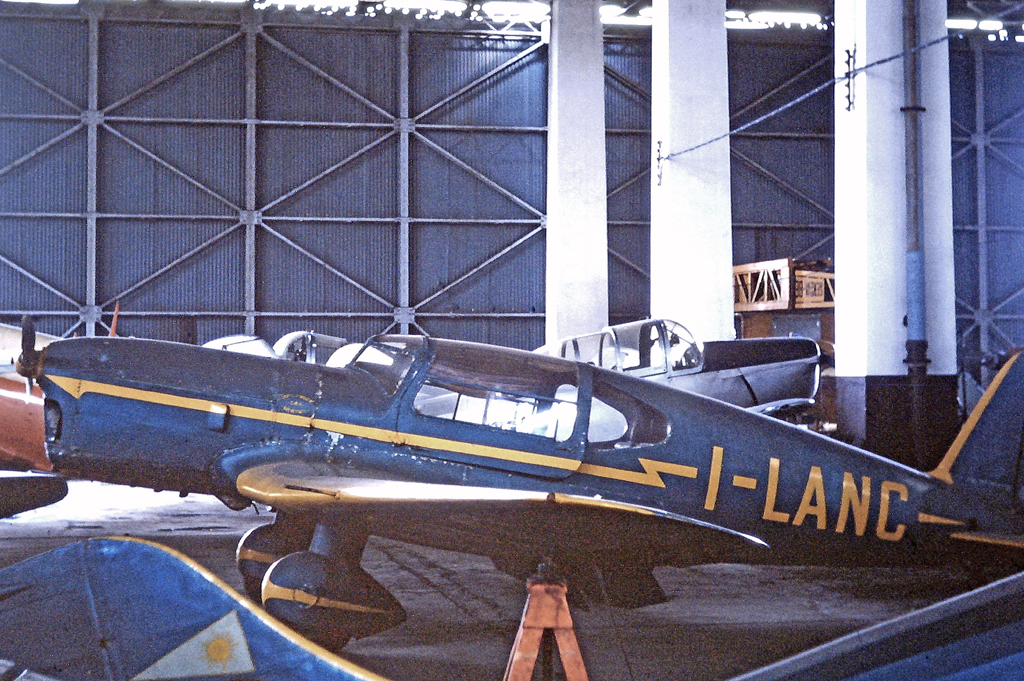
Ambrosini SAI.2S na lotnisku w Bresso w 1965 r.

Ambrosini SAI.2S – samolot turystyczno-wyścigowy zbudowany pod koniec lat 30. XX wieku przez SAI Ambrosini.

## Historia
Samolot miał bardzo zbliżone oznaczenie do jego poprzednika Ambrosini SAI.2, ale konstrukcyjnie prawie nic ich nie łączyło.
SAI.2S został zaprojektowany na wyścig Avioraduno del Littorio w 1937 roku. Był do jednosilnikowy dolnopłat z klasycznym podwoziem stałym, z zamkniętą kabiną dla czterech osób (pilot i troje pasażerów). Napędzany był silnikiem rzędowym typu Alfa Romeo 115-I o mocy 200 KM, skrzydła były wyposażone w skrzela typu Handley-Page i klapy. Długość samolotu wynosiła 6,77 metra, wysokość 2,8 metra, rozpiętość skrzydeł 10,64 metra, a powierzchnia skrzydeł 17,9 m². Masa własna maszyny wynosiła 890 kilogramów, a masa startowa do 1415 kilogramów. Prędkość maksymalna wynosiła 250 kilometrów na godzinę, przelotowa 215 km/h i minimalna 83 km/h.
Dokładna liczba wyprodukowanych maszyn nie jest znana; w zależności od źródeł wyprodukowano ich „stosunkowo dużo” lub „niewiele”. Przynajmniej dwa samoloty były jeszcze używane w 1965 roku. Jeden zachował się do współczesnych czasów i jest eksponatem w najstarszym włoskim muzeum lotniczym Museo dell'Aeronautica Gianni Caproni.